# Шнегас, Владимир Владимирович
Владимир Владимирович Шнегас (04.07.1876 — 12.07.1943) — российский инженер и учёный, разработчик новых модификаций пороха.
Окончил 1-й Московский кадетский корпус, Михайловское артиллерийское училище (1896), Михайловскую артиллерийскую академию (1901; по 1-му разряду).
На военной службе с 31.08.1893. Подпоручик (08.08.1894), поручик (08.08.1898), штабс-капитан (23.05.1901, за отличные успехи в науках, с переводом в отд. конно-горный артдивизион; поручик гвардии (12.08.1900), штабс-капитан гвардии (12.08.1904), капитан гвардии (12.08.1908), подполковник (12.08.1908), полковник (06.12.1912, за отличие).
Штатный преподаватель Казанского военного училища (с 10.10.1909). Старший техник Тамбовского порохового завода (с 30.03.1916).
С 1918 в РККА, служил в ГАУ в составе 9-го отдела арт. комитета, сформированного на базе химического комитета.
С октября 1918 года директор (технический директор) Казанского порохового завода.
В 1929 г. арестован по обвинению во вредительстве и разглашении тайны германским специалистам, устанавливавшим оборудование фирмы Паулинг. В 1932 амнистирован и назначен техническим директором Тамбовского порохового завода.
С 1934 г. директор химического комбинат в г. Рошаль (Подмосковье). За успешную работу премирован персональным легковым автомобилем.
В октябре 1937 арестован. Отбывал наказание в Особом техническом бюро № 40, разрабатывая пироксилиновые пороха для реактивных установок.
Умер от инсульта на рабочем месте. Реабилитирован в 1956.
Награды:
- орден Св. Анны 3-й ст. (1909)
- орден Св. Станислава 2-й ст. (1913)
- орден Св. Анны 2-й ст. (08.05.1915).